# کووانیتسه
کووانیتسه (به چکی: Kovanice) یک منطقهٔ مسکونی در جمهوری چک است که در ناحیه نیمبورک واقع شده‌است. کووانیتسه ۸٫۰۸ کیلومتر مربع مساحت و ۷۹۵ نفر جمعیت دارد و ۱۸۳ متر بالاتر از سطح دریا واقع شده‌است.